# Министр полиции и общественного порядка Грузии
Министр полиции и общественного порядка Грузии — глава Министерства внутренних дел Грузии. Министр в Грузии назначается на должность и отстраняется от должности Президентом Грузии.
Нынешний министр — Вахтанг Гомелаури.

## Список министров

### Министры внутренних дел Грузинской Демократической Республики
| # | Министр                     | Фото | Период нахождения в должности | Партия | Примечание |
| - | --------------------------- | ---- | ----------------------------- | ------ | ---------- |
| 1 | Ной Виссарионович Рамишвили |      | 26 мая 1918—1921              |        |            |

### Главы органа внутренних дел Грузинской ССР
(список неполный)
| #                                                | Министр                                          | Фото                                             | Период нахождения в должности                                | Партия                                           | Примечание                                       |                                                  |                                                  |
| Народные комиссары внутренних дел Грузинской ССР | Народные комиссары внутренних дел Грузинской ССР | Народные комиссары внутренних дел Грузинской ССР | Народные комиссары внутренних дел Грузинской ССР             | Народные комиссары внутренних дел Грузинской ССР | Народные комиссары внутренних дел Грузинской ССР | Народные комиссары внутренних дел Грузинской ССР | Народные комиссары внутренних дел Грузинской ССР |
| ------------------------------------------------ | ------------------------------------------------ | ------------------------------------------------ | ------------------------------------------------------------ | ------------------------------------------------ | ------------------------------------------------ | ------------------------------------------------ | ------------------------------------------------ |
|                                                  | Алексей Александрович Гегечкори                  |                                                  | 1922 — 1923                                                  |                                                  |                                                  |                                                  |                                                  |
|                                                  | Лаврентий Павлович Берия                         |                                                  | 4 апреля 1927 — декабрь 1930                                 | ВКП(б)                                           |                                                  |                                                  |                                                  |
|                                                  | Сергей Арсеньевич Гоглидзе                       |                                                  | 1 января 1937 — 14 ноября 1938                               | ВКП(б)                                           |                                                  |                                                  |                                                  |
|                                                  | Авксентий Нарикиевич Рапава                      |                                                  | 29 ноября 1938 — 26 февраля 1941                             | ВКП(б)                                           |                                                  |                                                  |                                                  |
|                                                  | Варлам Алексеевич Какучая                        |                                                  | 11 марта — 31 июля 1941                                      | ВКП(б)                                           |                                                  |                                                  |                                                  |
|                                                  | Авксентий Нарикиевич Рапава                      |                                                  | 31 июля 1941 — 7 мая 1943                                    | ВКП(б)                                           |                                                  |                                                  |                                                  |
|                                                  | Григорий Теофилович Каранадзе                    |                                                  | 7 мая 1943 — 1946                                            | ВКП(б)                                           |                                                  |                                                  |                                                  |
| Министры внутренних дел Грузинской ССР           |                                                  |                                                  |                                                              |                                                  |                                                  |                                                  |                                                  |
| 1                                                | Григорий Теофилович Каранадзе                    |                                                  | 1946 — 8 апреля 1952                                         | КПСС                                             |                                                  |                                                  |                                                  |
|                                                  | Вахтанг Александрович Лоладзе                    |                                                  | 29 мая 1952 — 16 марта 1953                                  | КПСС                                             |                                                  |                                                  |                                                  |
|                                                  | Александр Иванович Кочлавашвили                  |                                                  | 16 марта 1953 — 21 марта 1953                                | КПСС                                             |                                                  |                                                  |                                                  |
|                                                  | Варлам Алексеевич Какучая                        |                                                  | 21 марта 1953 — 10 апреля 1953                               | КПСС                                             |                                                  |                                                  |                                                  |
|                                                  | Владимир Георгиевич Деканозов                    |                                                  | 10 апреля 1953 — 30 июня 1953 (или 15 апреля — 10 июля 1953) | КПСС                                             |                                                  |                                                  |                                                  |
|                                                  | Алексей Николаевич Инаури                        |                                                  | 20 июля 1953 — 26 марта 1954                                 | КПСС                                             |                                                  |                                                  |                                                  |
|                                                  | Владимир Николаевич Джанджгава                   |                                                  | 4 мая 1954 — 24 декабря 1958                                 | КПСС                                             |                                                  |                                                  |                                                  |
|                                                  | Эдуард Амвросиевич Шеварднадзе                   |                                                  | 21 мая 1965 — 18 августа 1972                                | КПСС                                             |                                                  |                                                  |                                                  |
|                                                  | Константин Еремеевич Кетиладзе                   |                                                  | 18 августа 1972 — 26 мая 1979                                | КПСС                                             |                                                  |                                                  |                                                  |

### Министры внутренних дел Грузии
(список неполный)
| #     | Министр            | Фото |  | Период нахождения в должности  | Партия                       | Примечание                           |
| ----- | ------------------ | ---- |  | ------------------------------ | ---------------------------- | ------------------------------------ |
|       | Дилар Хабулиани    |      |  | 23 ноября 1990 — Декабрь 1991  |                              |                                      |
| и. о. | Давид Саларидзе    |      |  | Декабрь 1991 — Январь 1992     |                              |                                      |
|       | Роман Гвенцадзе    |      |  | Январь 1992 — Ноябрь 1992      |                              |                                      |
|       | Теймураз Хачишвили |      |  | Ноябрь 1992 — Сентябрь 1993    |                              |                                      |
| и. о. | Эдуард Шеварднадзе |      |  | Сентябрь 1993 — Октябрь 1993   |                              |                                      |
|       | Шота Квирая        |      |  | Октябрь 1993 — 2 сентября 1995 |                              | До 31 марта 1994 года и. о. министра |
|       | Каха Таргамадзе    |      |  | 2 сентября 1995—2001           |                              |                                      |
|       | Коба Нарчемашвили  |      |  | 2001 — Ноябрь 2003             |                              |                                      |
|       | Георгий Барамидзе  |      |  | Ноябрь 2003 — 7 июня 2004      | Единое национальное движение |                                      |
|       | Ираклий Окруашвили |      |  | Маи 2004 — 17 декабря 2004     | Единое национальное движение |                                      |

### Министры полиции и общественного порядка Грузии
| #       | Министр             | Фото | Период нахождения в должности      | Партия           | Примечание |
| ------- | ------------------- | ---- | ---------------------------------- | ---------------- | ---------- |
| 1       | Вано Мерабишвили    |      | 18 декабря 2004 — 4 июля 2012      |                  |            |
| 2       | Бачана Ахалая       |      | 4 июля 2012 — 20 сентября 2012     |                  |            |
| в.р.и.о | Эка Згуладзе        |      | 20 сентября 2012 — 25 октября 2012 |                  |            |
| 3       | Ираклий Гарибашвили |      | 25 октября 2012 — 20 ноября 2013   |                  |            |
| 4       | Лексо Чикаидзе      |      | 20 ноября 2013 — 23 января 2015    |                  |            |
| 5       | Вахтанг Гомелаури   |      | 23 января 2015 — 13 ноября 2017    |                  |            |
| 6       | Георгий Гахария     |      | 13 ноября 2017 — 8 сентября 2019   | Грузинская мечта |            |